# رود کولویتسا
رود کولویتسا (انگلیسی: Kolvitsa) یک رودخانه در استان مورمانسک کشور روسیه است.